# Ангстрем
А́нгстрем (русское обозначение: Å; международное: Å) — внесистемная единица измерения длины, равная 10−10 м (1 Å = 100 пм = 0,1 нм; 10 000 Å = 1 мкм). Названа в честь шведского физика и астронома Андерса Ангстрема, предложившего её в 1868 году. Данная единица измерения широко используется во многих областях науки, поскольку 10−10 м — это приблизительный диаметр орбиты электрона в невозбуждённом атоме водорода. Тот же порядок имеет шаг атомной решётки в большинстве кристаллов.
В русском языке произносится а́нгстрэм, по-шведски — о́нгстрём.
Ангстрем, являясь внесистемной единицей, не входит в число единиц Международной системы единиц (СИ). Однако в Российской Федерации допущен к использованию без ограничения срока с областью применения физика и оптика.
Международная организация законодательной метрологии (МОЗМ) в своих рекомендациях относит ангстрем к тем единицам измерения, «которые должны быть изъяты из обращения как можно скорее там, где они используются в настоящее время, и которые не должны вводиться, если они не используются».
В СИ единицей, самой близкой по величине к ангстрему, является нанометр (1 Å = 0,1 нм).

## Знак ангстрема
Хотя знак ангстрема (Å) включён в Юникод как отдельный символ (Angstrom sign, U+212B), его каноническим разложением является заглавная латинская буква A с кружочком сверху (Å, код U+00C5), эти два символа неразличимы с точки зрения пользователя. Предпочтительнее для обозначения ангстрема использовать букву A с кружочком сверху (U+00C5).
Так как знак ангстрема на большинстве клавиатур отсутствует, то в некоторых текстовых редакторах используются специальные комбинации клавиш или команды для его ввода. Например, в LaTeX — \AA или сочетание Alt+0197 (на NumPad) в текстовом редакторе (при включённой английской раскладке).